# عريب (البيضاء)
عريب هي إحدى قرى الجمهورية اليمنية. تتبع جغرافيا لمحافظة البيضاء و إداريًا لمديرية مكيراس. يبلغ تعداد سكانها 3249 نسمة حسب الإحصاء الذي أجري عام 2004.